# Přepojovaný Ethernet
Přepojovaný Ethernet je označení takového zapojení Ethernetu, kdy je použita strukturovaná kabeláž a (téměř) všechny koncové uzly jsou připojeny pomocí přepínačů, nikoliv opakovačů. Kolizní doména je tedy vždy mezi připojeným počítačem a nejbližším přepínačem, jedná se o dvoubodový spoj, nemůže na něm tedy nastat kolize.
Přepojovaný Ethernet má oproti klasické verzi s opakovači několik výhod:
- zvyšuje se propustnost sítě, protože přes přepínač může najednou probíhat více komunikačních toků, pokud jsou přes různé porty
- umožňuje Full-duplexní spoje (data mohou téci oběma směry)
- zvyšuje bezpečnost, protože data nejsou opakována do všech směrů a tečou pouze po cestě od zdroje k cíli